# Hemigrammus rhodostomus
Cá tetra mũi đỏ hay cá hồng thủ mũi đỏ hay Cá sóc đầu đỏ (Danh pháp khoa học: Hemigrammus rhodostomus) là một loài cá cảnh trong nhóm cá tetra phân bố chủ yếu ở Nam Mỹ lưu vực sông Negro và Meta (Colombia và Brasil).

## Đặc điểm
Cá có màu bạc bắt sáng với những ánh đèn neon và điểm nổi bật của nó là có chiếc mũi đỏ tươi. Cá sống ở tầng giữa. Cá ăn tạp từ trùng chỉ, bo bo, thức ăn viên, Cá đẻ theo nhóm và đẻ trứng phân tán, trứng dính vào giá thể như cây thủy sinh. Cá bố mẹ có tập tính ăn trứng.